# Fio Maravilha (brano musicale)
Filho Maravilha (Fio Maravilha) è una canzone composta da Jorge Ben Jor. Fu incisa per la prima volta nell'album Football & Samba Groove Association.

## Storia
La canzone è dedicata al calciatore João Batista de Sales, conosciuto appunto come Fio Maravilha. 
| «Foi um gol de anjo um verdadeiro gol de placa que a galera, agradecida assim cantava.» | «Era un gol d'angelo, un vero gol d'oro, che la folla, riconoscente, ha poi cantato.» |

Il motivo della dedica del brano risale al 15 gennaio del 1972 allo Stadio Maracanã, quando si giocò una partita di calcio valida per il Torneio Internacional do Rio de Janeiro  tra Flamengo e Benfica. Il tecnico Mário Zagallo non aveva schierato nella formazione Fio Maravilha e un coro di tifosi ne reclamò a gran voce la discesa in campo. Entrò in partita solo al secondo tempo, dopo che l'esterno sinistro Arílson si era scontrato con il difensore portoghese Malta da Silva. Fio indossava la maglia numero 14. Dopo 33 minuti il calciatore segnò il gol che diede la vittoria alla sua squadra.